# Straßenradsport-Weltmeisterschaften 1958

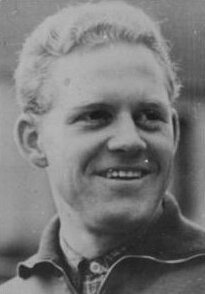
Gustav-Adolf Schur wurde in Reims erster deutscher Amateur-Straßenweltmeister

Die Straßenradsport-Weltmeisterschaften 1958 fanden am 30. und 31. August im französischen Reims statt.

## Renngeschehen
Der WM-Kurs führte zum Teil über den Circuit de Reims-Gueux, eine Rennstrecke für Autorennen. Eine Runde des Parcours war 19,771 Kilometer lang.
Beim Titelkampf der Amateure am Samstag, dem 30. August siegte zum ersten Mal in der Geschichte der Straßen-Weltmeisterschaften ein deutscher Fahrer, der DDR-Fahrer Gustav-Adolf Schur aus Leipzig. Er siegte im Spurt vor dem Belgier Valère Paulissen und benötigte ein Stundenmittel von 36,4 km/h.
Beim Rennen der Profis kamen zwei deutsche Fahrer unter die ersten Zehn, Hennes Junkermann wurde Siebter und Klaus Bugdahl Zehnter. Sieger mit einem Durchschnittstempo von 37,6 km/h wurde der Italiener Ercole Baldini, der schon in der zweiten von insgesamt 14 Runden dem Fahrerfeld gemeinsam mit drei weiteren Fahrern ausgerissen war und die Favoriten Rik Van Looy, Rik Van Steenbergen, Jacques Anquetil und André Darrigade überrascht hatte. Die beiden Riks gaben später auf; von insgesamt 67 Fahrern kamen nur 26 ins Ziel. Ab der zwölften Runde fuhr Baldini ein rund 50 Kilometer langes Solo bis zum Ziel und siegte mit über zwei Minuten Abstand auf den Zweiten, den Franzosen Louison Bobet. Neben Junkermann und Bugdahl kamen mit Lothar Friedrich und Mathias Löder zwei weitere deutsche Fahrer ins Ziel, vier Deutsche gaben vorzeitig auf.
An diesen Weltmeisterschaften nahmen zum ersten Mal auch Frauen teil. Es starteten 29 Fahrerinnen, und die Luxemburgerin Elsy Jacobs gewann überlegen mit rund drei Minuten Vorsprung.

## Ergebnisse
| Platz | Athlet               | Land | Zeit        |
| ----- | -------------------- | ---- | ----------- |
| 1     | Ercole Baldini       | ITA  | 7:29:32 h   |
| 2     | Louison Bobet        | FRA  | + 2:09 min  |
| 3     | André Darrigade      | FRA  | + 3:47 min  |
| 4     | Vito Favero          | ITA  | + 3:47 min  |
| 5     | Jean Forestier       | FRA  | + 3:47 min  |
| 6     | Valentin Huot        | FRA  | + 3:47 min  |
| 7     | Hennes Junkermann    | GER  | + 3:47 min  |
| 8     | Martin van der Borgh | NED  | + 4:25 min  |
| 9     | Frans Aerenhouts     | BEL  | + 4:40 min  |
| 10    | Klaus Bugdahl        | GER  | + 4:40 min  |
| 11    | Miguel Poblet        | ESP  | + 4:45 min  |
| 12    | Jozef Schils         | BEL  | + 4:45 min  |
| 13    | John Andrews         | GBR  | + 4:45 min  |
| 14    | Nino Defilippis      | ITA  | + 4:45 min  |
| 15    | Raphaël Géminiani    | FRA  | + 4:45 min  |
| 16    | Hans Edmund Andresen | DEN  | + 7:06 min  |
| 17    | Piet Damen           | NED  | + 7:06 min  |
| 18    | Fausto Coppi         | ITA  | + 7:06 min  |
| 19    | Gilbert Scodeller    | FRA  | + 7:06 min  |
| 20    | Jef Planckaert       | BEL  | + 7:06 min  |
| 21    | Jan Adriaenssens     | BEL  | + 7:06 min  |
| 22    | Seamus Elliott       | IRL  | + 7:43 min  |
| 23    | Brian Robinson       | GBR  | + 8:38 min  |
| 24    | Jean Graczyk         | FRA  | + 10:52 min |
| 25    | Lothar Friedrich     | GER  | + 10:52 min |
| 26    | Mathias Löder        | GER  | + 10:52 min |

| Männer – 177,939 km | Männer – 177,939 km | Männer – 177,939 km | Männer – 177,939 km |
| Platz               | Athlet              | Land                | Zeit                |
| ------------------- | ------------------- | ------------------- | ------------------- |
| 1                   | Gustav-Adolf Schur  | GDR                 | 4:53:19 h           |
| 2                   | Valère Paulissen    | BEL                 | gl. Zeit            |
| 3                   | Henri De Wolf       | BEL                 | gl. Zeit            |
| 0 ...               |                     |                     |                     |
| *                   |                     |                     |                     |
| Frauen – 59,313 km  |                     |                     |                     |
| Platz               | Athlet              | Land                | Zeit                |
| 1                   | Elsy Jacobs         | LUX                 | 1:50:95 h           |
| 2                   | Tamara Nowikowa     | URS                 | + 2:51 min          |
| 3                   | Marija Lukschina    | URS                 | + 2:51 min          |
| 4                   | Victoire Van Nuffel | BEL                 | ?                   |
| 5                   | Joan Poole          | GBR                 | ?                   |
| 6                   | Vera Gorbatschewa   | URS                 | ?                   |
| 7                   | Barbara Harris      | GBR                 | ?                   |
| 8                   | Liliane Cleiren     | BEL                 | ?                   |
| 9                   | Nadia Germonpre     | BEL                 | ?                   |
| 10                  | Renee Vissac        | FRA                 | ?                   |
| 0 …                 |                     |                     |                     |
| 12                  | Elfriede Vey        | GDR                 | ?                   |
| 0 …                 |                     |                     |                     |
| 20                  | Yvonne Reynders     | BEL                 | ?                   |